# Peter Gill
Peter Gill, född 8 mars 1964 i Liverpool, är en brittisk musiker. Han är mest känd som trumslagaren i syntpopbandet Frankie Goes to Hollywood. Efter Frankie Goes to Hollywood startade Gill musikprojektet Ltd. Noise tillsammans med keyboardisten Paul Fishman från new wave-bandet Re-Flex.